# Rhagoletis persimilis
Rhagoletis persimilis är en tvåvingeart som beskrevs av Bush 1966. Rhagoletis persimilis ingår i släktet Rhagoletis och familjen borrflugor. Inga underarter finns listade i Catalogue of Life.